# Diamonds (Rihanna)
Diamonds è un singolo della cantante barbadiana Rihanna, pubblicato il 27 settembre 2012 come primo estratto dal settimo album in studio Unapologetic.

## Descrizione
La canzone è stata scritta da Sia insieme a Benny Blanco, Mikkel S. Eriksen e Tor Erik Hermansen, che lo hanno anche prodotto. È divenuta la dodicesima numero uno di Rihanna nella Billboard Hot 100 pareggiando con Madonna e The Supremes, a quota dodici anche loro e con una carriera molto più lunga alle spalle.
La canzone è una ballata pop midtempo che contiene anche elementi di musica elettronica e soul. La base musicale del pezzo è costituita di una batteria, sintetizzatori e un backbeat anni '80. Il testo di Diamonds contiene un messaggio positivo, a differenza di gran parte dei precedenti singoli di Rihanna, che parlano di relazioni amorose travagliate. Il singolo è stato fatto sentire in anteprima il 26 settembre 2012 durante l'Elvis Duran and the Morning Show.
Diamonds è una canzone dai diversi stili, anche se viene riconosciuta ufficialmente come Ballad. Contiene batteria, sintetizzatori, ritmi elettronici, suoni d'orchestra (per la maggioranza strumenti ad arco) e un sottofondo stile anni '80. Il testo parla d'amore anche se Rihanna tramite twitter ha rivelato che la canzone è dedicata anche alla sua deceduta nonna.

## Pubblicazione
Dopo il successo di Talk That Talk, il suo sesto album, Rihanna nella primavera del 2012 ha iniziato a parlare del fatto che stava lavorando su un nuovo stile, ma che non aveva ancora registrato del nuovo materiale. All'inizio di settembre la Def Jem France rivelò su twitter l'uscita di un nuovo album di Rihanna a novembre e dichiarò anche che il rispettivo singolo apripista sarebbe uscito nello stesso settembre. Il tweet fu poco dopo cancellato e sostituito da uno secondo cui sarebbero state fornite informazioni più dettagliate sul singolo il 13 settembre.
Dopo la sua esibizione al festival musicale iHeartRadio la stessa cantante ha annunciato ufficialmente il singolo. Ha inoltre descritto Diamonds come una canzone "felice e hippy piuttosto che ballabile" ed ha aggiunto: "È rilassata è anche speranzosa. È un brano che mi trasmette una bellissima sensazione quando lo ascolto. Il testo è molto incoraggiante e positivo, ma parla anche d'amore". Il 24 settembre 2012 Rihanna ha pubblicato sulla sua pagina Facebook la copertina di Diamonds, in cui si vede lei intenta ad arrotolare un pezzo di carta contenente dei diamanti. L'immagine ha creato controversie visto che l'azione compiuta nella foto ricorda la creazione di uno spinello. Il 26 settembre 2012 è stato pubblicato il testo completo di Diamonds in formato PDF sul nuovo sito di Rihanna, Rihanna7.com. Il singolo ha debuttato in radio lo stesso giorno durante il programma Elvis Duran and the Morning Show ed è stato pubblicato sulle piattaforme digitali statunitensi un'ora dopo. Nel resto del mondo, Diamonds ha visto la sua pubblicazione nei giorni successivi. È infine stato inviato alle stazioni radiofoniche statunitensi il 2 ottobre 2012. Diamonds è stata scritta da Sia Furler, Benjamin Levine, Mikkel S. Eriksen e Tor Erik Hermansen ed è stata prodotta da Benny Blanco (nome d'arte di Levine) e dagli Stargate, composto da Eriksen e Hermansen.

## Remix
Il 16 novembre 2012 è stato pubblicato un remix del brano che vede la collaborazione del rapper statunitense Kanye West. Sono stati pubblicati anche altri due remix non ufficiali: uno con la partecipazione di Flo Rida e un altro con quella di Pitbull.
Il remix di Diamonds ha ottenuto un buon successo in Ungheria, dove ha raggiunto la 7ª posizione.

## Video musicale
Il videoclip è stato girato il 21 ottobre 2012. Rihanna ha ingaggiato Anthony Mandler come regista, suo fido assistente, già alla regia di altri video per l'artista, dal macabro Russian Roulette al contestato Man Down. La cantante è stata "paparazzata" sul set del video. In alcune foto del backstage circolate in rete Rihanna indossa un abito bianco semitrasparente ed è in piedi in uno scenario di distruzione, tra auto rottamate e fiamme. Ethan Sacks del Daily News ha dichiarato che "Rihanna sembra quasi una perla sul set del suo nuovo video". Rihanna è stata convocata da MTV News per discutere davanti alle telecamere della regia del video e ha dichiarato che il video vuole arrivare senza preamboli allo spettatore per dare "la giusta emozione". Il 7 novembre 2012 un video del backstage di 30 secondi è stato pubblicato sul sito ufficiale di MTV, in questo video le forze dell'ordine cercano di domare un disordine scatenato da alcuni ribelli e Rihanna è avvolta da un leggero lenzuolo nero. Si susseguono anche inquadrature della cantante in un paesaggio deserto e di due cavalli: uno morello e uno sauro scuro. Il video ufficiale è stato pubblicato l'8 novembre 2012. Il sito di MTV afferma in un articolo che "il nuovo video di Rihanna è una festa per gli occhi. È pieno di atmosfere da sogno e surreali".
È uno dei video che ha ottenuto la certificazione Vevo, avendo raggiunto un grande successo su YouTube. Il 18 maggio 2017 il video ha raggiunto il traguardo di un miliardo di visualizzazioni.

## Cover
Differenti cover sono state realizzate, ottenendo più o meno riscontro. Le più note quella di Josef Salvat e Madilyn Bailey. Tra le altre versioni disponibili quella di Kaysha, The Dolly Rockers, Riley Biederer e Hobbie Stuart.

## Accoglienza
Il brano ha ottenuto recensioni spiccatamente positive, in cui i critici musicali hanno esaltato la nuova direzione musicale di Rihanna. Robert Copsey del sito Digital Spy ha dato a Diamonds un punteggio di quattro stelle su cinque e ha osannato la nuova svolta dell'artista che va verso "uno sfondo più dolce e prolifico". Carl Williot del sito Idolator ha applaudito la produzione del brano definendola di una "godibile luminosità" e anche le qualità canore di Rihanna che hanno trovato "di un timbro leggermente diverso". Brittany Lewis di GlobalGrind ha scritto che Diamonds è una canzone orecchiabile e che, secondo lei, è un'altra hit sicura nelle mani di Rihanna. Lindsey DiMattina del sito Hollywood.com ha dichiarato di amare la voce di Rihanna nel brano perché più forte che mai. Il sito Contactmusic.com l'ha definita "una canzone serena" e ha azzardato che il messaggio delle liriche sia stato lanciato all'ex compagno della cantante, Chris Brown. Jim Farber del Daily News invece ha ritenuto che il brano non sia stato "incantevole come si voleva che lo fosse" ed è stato contrario alla sua assenza di "mistero". Bill Lamb del sito About.com ha dato un punteggio di tre stelle e mezzo su cinque al brano perché nonostante sembri diverso dai precedenti singoli di Rihanna e la cantante canti a "squarciagola", Diamonds sembra improvvisata ed è ripetitiva sino all'esaurimento. Kevin Blair dal Irish Independent è stata scettica riguardo al brano dichiarando che "al primo ascolto, 'Diamonds' non sembra un leader mondiale. È un brano pop a metà strada, fuori forma, debolmente crepacuore, niente a che vedere con le muscolari operazioni dance come i precedenti successi dell'autunno Only Girl (in the World) e We Found Love o a una regolare ballad R&B come Take a Bow" e ha aggiunto inoltre che Rihanna "sembra disinteressata". Chris Richards dal The Washington Post ha minimizzato il brano in quanto una "power ballad senza molto power".
Diamonds ha procurato a Rihanna una nomination nella categoria miglior canzone agli MTV Europe Music Awards 2013.

## Successo commerciale

### Australia
Diamonds ha esordito alla numero otto nella classifica dei singoli più venduti in Australia, divenendo il secondo debutto più alto della settimana. È stato all'ottavo posto per altre due settimane, per poi salire alla numero sei nella settimana del 4 novembre 2012. Il brano è stato certificato triplo disco di platino dalla Australian Recording Industry Association, per vendite superiori alle 210 000 copie.

### Austria
Diamonds ha debuttato al terzo posto nella Ö3 Austria Top 40 Singles nella settimana che va dal 12 al 18 ottobre 2012. Diamonds diventa l'ottava hit della cantante ad avere raggiunto il podio nella classifica ufficiale austriaca; il primo è stato Unfaithful nell'agosto 2006. Dopo tre settimane Diamonds raggiunge il primo posto, scalzando dalla vetta Gangnam Style di Psy. Diamonds è divenuta la quarta numero uno in classifica di Rihanna come artista principale e la quinta complessiva. Inoltre Diamonds è il primo e sinora unico singolo di Rihanna ad avere ottenuto una certificazione dalla International Federation of the Phonographic Industry Austria, più precisamente quella d'oro per gli oltre 15 000 download digitali.

### Francia
Diamonds ha debuttato direttamente alla prima posizione della classifica francese vendendo 12 238 copie. Diamonds è diventata la quarta numero uno in classifica di Rihanna. La settimana seguente il singolo mantiene il primato con altre 12 073 copie vendute (-1%). Anche la terza settimana il singolo mantiene il 1º posto con una vendita pari a 12 805 copie (+6%), registrando la più alta vendita settimanale. Con un decremento delle vendite del 10% (11 516 copie), Diamonds scende alla 2ª posizione, venendo superato da Gangnam Style di Psy. Nella sua quinta settimana di presenza, Diamonds perde un altro posto, stabilendosi al 3º, vendendo 10 595 copie (-8%). Con un decremento delle vendite del 10% (9 579 copie), Diamonds scende alla 4ª posizione. Mantiene tale posizione anche le due settimane seguenti vendendo 10 415 (+9%) e 10 442 copie. Con un incremento delle vendite del 7% ed una vendita pari a 11 159 copie, Diamonds sale di una posizione, occupando il gradino più basso del podio. Nonostante un incremento delle vendite del 3% (11 449 copie), il singolo scende, occupando nuovamente la quarta posizione. Il singolo ha complessivamente venduto oltre 168 000 copie nel corso del 2012.

### Italia
Diamonds entra nei primi dieci posti (7º) della classifica ufficiale italiana nella settimana che raccoglie i dati di vendita dall'8 al 14 ottobre 2012. Anche il precedente singolo di lancio dall'album Talk That Talk ovvero We Found Love era entrato in top 10 partendo dal settimo posto nell'ottobre 2011. È il 18º singolo della cantante ad avere raggiunto la top 10 nella classifica italiana. La settimana seguente Diamonds sale alla sesta posizione. Sale ancora alla 5ª posizione, diventando il 6º singolo della cantante ad avere raggiunto la top 5 nella classifica italiana. Il 6 novembre 2012 Diamonds viene certificato disco d'oro con oltre 15 000 download digitali dalla Federazione Industria Musicale Italiana, mentre a gennaio viene certificato multiplatino per gli oltre 60 000 download digitali. Nel contempo, il singolo mantiene il quinto posto per la seconda settimana consecutiva. Continua a salire in classifica, raggiungendo la 3ª posizione.
Diamonds è il singolo di maggior successo in Italia di Rihanna; infatti è l'unico singolo della popstar ad aver ottenuto quattro dischi di platino nel Bel Paese.

### Regno Unito
Diamonds ha esordito alla numero uno nella Official Singles Chart il 7 ottobre 2012 vendendo oltre 105 000 copie digitali. Rubando la corona a Gangnam Style di Psy, che ha scalzato dalla vetta, Diamonds è divenuta la sesta numero uno in classifica di Rihanna come artista principale e la settima complessiva. La settimana seguente il singolo scende al 4º posto (66 074 copie, -38%), arrivando ad un totale di oltre 170 000 copie vendute in soli quindici giorni. Mantiene la medesima posizione anche le due settimane successive, vendendo rispettivamente altre 58 116 (-12%) e 53 121 (-9%) copie. Il singolo arriva ad un totale di quasi 300 000 copie vendute in sole quattro settimane. La settimana seguente Diamonds scende all'8ª posizione con una vendita pari a 46 282 copie (-13%). Il singolo risulta essere l'11º più venduto nel corso del 2012, secondo i dati forniti dalla Official Charts Company, con un totale di 672 000 copie distribuite.

### Stati Uniti
Diamonds è entrata al sedicesimo posto della classifica statunitense il 13 ottobre 2012. Questo è il debutto più alto negli Stati Uniti per Rihanna insieme a We Found Love, entrata anch'essa al sedicesimo posto ad ottobre 2011. Diamonds ha inoltre fatto il suo debutto al settimo posto della classifica digitale statunitense con 133 000 copie vendute e al ventottesimo della classifica radiofonica con un'audience di 28 milioni di ascoltatori. La settimana seguente Diamonds scende alla 18ª posizione nella Billboard Hot 100 ed occupa la nona nella Digital Songs (108 000 copie, -18%). Nella sua quarta settimana di presenza il singolo raggiunge l'ottava posizione nella classifica ufficiale statunitense. Il singolo diventa la ventitreesima canzone di Rihanna a raggiungere i primi dieci posti nella Hot 100, facendola diventare la settima donna ad avere più di 23 singoli in top 10 dal 1955; superata solo da Madonna (38 top 10 hits), Diana Ross (30, contando anche i singoli con le The Supremes), Janet Jackson (29), Mariah Carey (28) e Beyoncé (24 contando anche i singoli con le Destiny's Child). La settimana seguente Diamonds guadagna tre posizioni (8>5), diventando la sedicesima canzone di Rihanna a raggiungere i primi cinque posti, facendola diventare la quinta cantante femminile ad avere all'attivo sedici e più canzoni nei primi cinque posti; superata solo da Madonna (28), Mariah Carey (26), Janet Jackson (24) e Whitney Houston con 19. Sale poi alla quarta posizione. La settimana seguente, anche grazie all'uscita del video e ad una performance della canzone al Saturday Night Live, la canzone raggiunge la seconda posizione in classifica, per poi riuscire a salire successivamente alla 1ª posizione.

## Tracce
Download digitale
1. Diamonds

Single remix
1. Diamonds (remix) (feat. Kanye West) – 4:48

Unapologetic (Édition Deluxe)
1. Diamonds (Dave Audé 100 Extended Mix) – 5:03
2. Diamonds (Gregor Salto Downtempo Radio Edit) – 4:29

Download gratuito edizione limitata HTC
1. Diamonds (Steven Redant Festival Mix) – 7:15

Digital remixes
1. Diamonds (Dave Aude 100 Edit) – 3:38
2. Diamonds (Gregor Salto Radio Edit) – 3:45
3. Diamonds (The Bimbo Jones Vocal Remix) – 6:17
4. Diamonds (The Bimbo Jones Downtempo) – 3:14
5. Diamonds (The Bimbo Jones Vocal Edit) – 3:14
6. Diamonds (Congorock Remix Extended) – 5:54
7. Diamonds (Congorock Remix) – 5:08
8. Diamonds (Jacob Plant Dubstep Remix) – 3:58

Digital remixes (The Unreal Remixes EP)
1. "Diamonds" (Capital Dogz Remix) – 5:25
2. "Diamonds" (Tokee Remix) – 3:24
3. "Diamonds" (Zweig Remix) – 4:09
4. "Diamonds" (Pyrococcus feat. Tetsuroh Konishi Remix) – 5:25

## Classifiche

### Classifiche settimanali
| Classifica (2012-23) | Posizione massima |
| -------------------- | ----------------- |
| Australia            | 6                 |
| Austria              | 1                 |
| Belgio (Fiandre)     | 3                 |
| Belgio (Vallonia)    | 3                 |
| Bulgaria             | 1                 |
| Canada               | 1                 |
| Danimarca            | 1                 |
| Finlandia            | 1                 |
| Francia              | 1                 |
| Germania             | 1                 |
| Irlanda              | 2                 |
| Israele              | 51                |
| Italia               | 3                 |
| Lussemburgo          | 1                 |
| Norvegia             | 1                 |
| Nuova Zelanda        | 2                 |
| Paesi Bassi          | 4                 |
| Regno Unito          | 1                 |
| Repubblica Ceca      | 1                 |
| Spagna               | 2                 |
| Slovacchia           | 1                 |
| Stati Uniti          | 1                 |
| Svezia               | 2                 |
| Svizzera             | 1                 |
| Ungheria             | 7                 |

### Classifiche di fine anno
| Classifica (2012) | Posizione |
| ----------------- | --------- |
| Australia         | 32        |
| Austria           | 19        |
| Belgio (Fiandre)  | 31        |
| Belgio (Vallonia) | 26        |
| Canada            | 69        |
| Danimarca         | 9         |
| Francia           | 10        |
| Germania          | 7         |
| Irlanda           | 14        |
| Italia            | 20        |
| Nuova Zelanda     | 39        |
| Paesi Bassi       | 20        |
| Polonia           | 16        |
| Regno Unito       | 11        |
| Spagna            | 31        |
| Stati Uniti       | 94        |
| Svezia            | 30        |
| Svizzera          | 17        |
| Classifica (2013) | Posizione |
| Australia         | 68        |
| Belgio (Fiandre)  | 34        |
| Belgio (Vallonia) | 19        |
| Canada            | 27        |
| Francia           | 19        |
| Italia            | 27        |
| Paesi Bassi       | 40        |
| Stati Uniti       | 27        |
| Svizzera          | 11        |

### Classifiche di fine decennio
| Classifica (2010-19) | Posizione |
| -------------------- | --------- |
| Regno Unito          | 96        |